# Лон-Три (тауншип, Миннесота)
Лон-Три (англ. Lone Tree) — тауншип в округе Чиппева, Миннесота, США. На 2000 год его население составило 256 человек.

## География
По данным Бюро переписи населения США площадь тауншипа составляет 93,8 км², из которых 93,8 км² занимает суша, водоёмов нет.

## Демография
По данным переписи населения 2000 года здесь находились 256 человек, 86 домохозяйств и 73 семьи.  Плотность населения —  2,7 чел./км².  На территории тауншипа расположено 94 постройки со средней плотностью 1,0 построек на один квадратный километр. Расовый состав населения: 97,66 % белых, 0,39 % афроамериканцев, 1,95 % — других рас США. Испанцы или латиноамериканцы любой расы составляли 3,91 % от популяции тауншипа.
Из 86 домохозяйств в 45,3 % воспитывались дети до 18 лет, в 79,1 % проживали супружеские пары, в 1,2 % проживали незамужние женщины и в 15,1 % домохозяйств проживали несемейные люди. 12,8 % домохозяйств состояли из одного человека, при том 4,7 % из — одиноких пожилых людей старше 65 лет. Средний размер домохозяйства — 2,98, а семьи — 3,26 человека.
32,0 % населения — младше 18 лет, 7,8 % — в возрасте от 18 до 24 лет, 27,0 % — от 25 до 44, 25,0 % — от 45 до 64, и 8,2 % — старше 65 лет. Средний возраст — 39 лет. На каждые 100 женщин приходилось 100,0 мужчин.  На каждые 100 женщин старше 18 приходилось 112,2 мужчин.
Средний годовой доход домохозяйства составлял 46 250 долларов, а средний годовой доход семьи —  50 000 долларов. Средний доход мужчин —  30 313  долларов, в то время как у женщин — 27 083. Доход на душу населения составил 20 397 долларов. За чертой бедности находились 12,5 % семей и 12,4 % всего населения тауншипа, из которых 12,5 % младше 18 и 7,1 % старше 65 лет.